# William C. Campbell
William Cecil Campbell (født 28. juni 1930 i Ramelton) er en irsk biokemiker, biolog og specialist i parasitiske sygdomme. Han er kendt for sine opdagelser af en ny terapiform mod infektioner forårsaget af rundorme.

## Karriere
William Campbell tog afgangseksamen fra Trinity College Dublin i 1952 og ph.d. fra University of Wisconsin i 1957. I perioden 1957-1990 var han tilknyttet Merck Institute for Therapeutic Research og 1984-1990 var han seniorforsker og leder af Assay Research and Development. I 2002 blev han valgt som medlem af National Academy of Sciences. I 2015 blev han sammen med Satoshi Ōmura tildelt halvdelen af Nobelprisen i fysiologi eller medicin for "deres opdagelser i forbindelse med en nyskabende terapi mod infektioner forårsaget af rundorme-parasitter", se Avermectin; den anden halvdel gik til Youyou Tu.

## Eksterne links
- William C. Campbell Arkiveret 8. oktober 2015 hos  Wayback Machine, Research Institute for Scientists Emeriti (RISE) på Drew University